# 12-та повітряна армія (США)

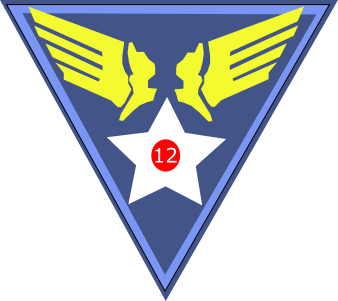
Емблема 12-ї повітряної армії часів Другої світової війни

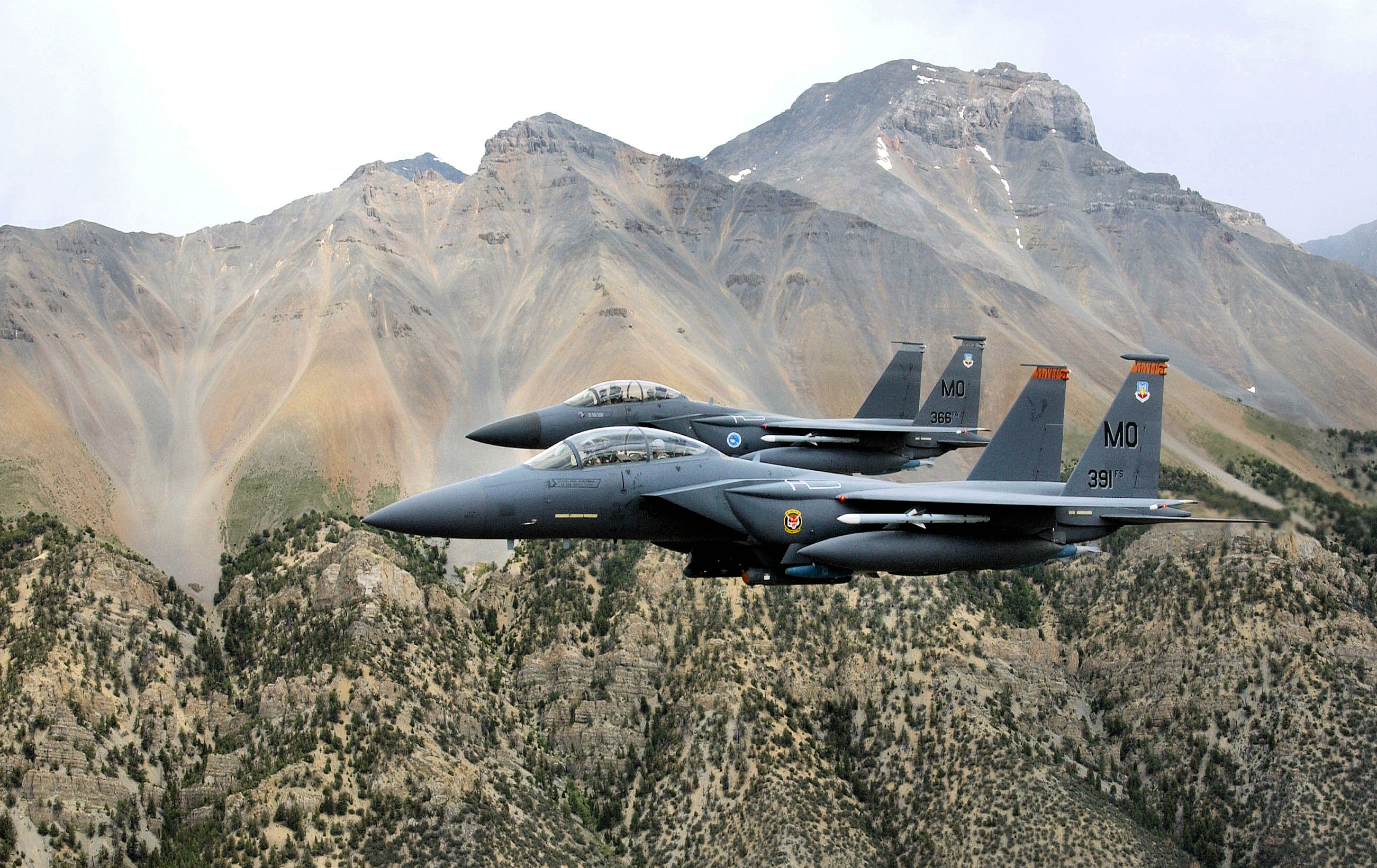
Винищувачі F-15 12-ї повітряної армії ВПС США над горами Айдахо

12-та повітряна армія (США) (англ. Twelfth Air Force) — повітряна армія у складі ВПС США.